# Evergestis atrapuncta
Evergestis atrapuncta là một loài bướm đêm trong họ Crambidae.